# EnForma Santa Cruz
Maillots
L'EnForma Santa Cruz est un club bolivien de football féminin basé à Santa Cruz de la Sierra. Le club a remporté cinq titres de champions de Bolivie consécutifs.

## Palmarès
- Championnat de Bolivie (5)
  - Champion : 2005, 2006, 2007, 2008, 2009.

- Championnat de Santa Cruz (3)
  - Champion : 2004, 2005, 2006